# Казаков, Владимир Васильевич
Влади́мир Васи́льевич Казако́в (29 августа 1938, Москва, СССР — 23 июня 1988, там же) — русский поэт, прозаик, драматург.

## Биография
Родился 29 августа 1938 г. в Москве. Учился в военном училище; был исключен в 1956 г. Поступил в пединститут, откуда был исключён в 1958 г. В 1959—1962 гг. работал на Колыме (на золотых приисках, лесорубом и т. д.). Стихи писал с детства, 1965 г. считал началом серьёзного писательства; в 1966 г. познакомился с Алексеем Кручёных, по совету которого начал писать прозу. Впоследствии называл встречу с А. Кручёных одним из главных событий своей жизни. Жил в Подмосковье, умер в Москве 23 июня 1988 г.

## Творчество
Владимир Казаков — продолжатель традиций русского авангарда, особенно футуристов и обэриутов. В прозе, стихах и пьесах, основанных на абсурдизме, игре слов, гротеске, он обращался к темам человеческой отчужденности, одиночества, жестокости общепринятых жизненных норм. Сочинения Казакова распространялись в самиздате, а начиная с 1971 г. публиковались на Западе. В СССР в 1966 г. несколько прозаических миниатюр выходили в журналах «Радио — Телевидение» и «Сельская молодёжь»; следующая публикация состоялась в 1989 г., уже после смерти писателя.

Написанный в 1970 «роман» Казакова «Ошибка живых» (1976) — это вольное объединение 17-ти фрагментов, в которых еще сильнее выступает абсурдный характер повествования. Название обосновано лишь намеком на драму В. Хлебникова «Ошибка смерти» (1916). Единство достигается не сквозным сюжетом, но возвращением имён, повторяющимися приёмами передачи абсурда (перестановки в системе субъект-объект, одухотворение вещей и др.) и частым использованием семантического поля слов «зеркало», «часы», «фонарь». <…> Короткие прозаические произведения Казакова очень насыщены. Автор полностью сосредоточен на слове. Это — его реакция на уверенность в логическом познании мира и исключение всего трансцендентного, свойственные иному мировоззрению.
— Вольфганг Казак

## Книги
- Мои встречи с Владимиром Казаковым: Проза. Исторические сцены. Сцены. Munchen: Carl Hanser, 1972.
- Ошибка живых: роман. — Мюнхен, 1976.
- Случайный воин: Стихотворения 1961—1976. Поэмы. Драмы. Очерк «Зудесник». Munchen: Otto Sagner, 1978.
- Жизнь прозы / Предисл. Е.Мнацакановой. Munchen: Wilhelm Fink, 1982.
- От головы до звезд: Роман / Предисл. Е.Мнацакановой. Munchen: Wilhelm Fink, 1982.
- Дон Жуан: Драмы. М.: Гилея, 1993.
- Избранные сочинения в трех томах. М.: Гилея, 1995:

1. Ошибка живых: роман.
2. Врата. Дон Жуан: драмы.
3. Стихотворения.

- Неизданные произведения / Сост. и подг. текста И. Е. Казаковой. М.: Гилея, 2003. — 456 с.
- Мадлон: Проза, стихи, пьесы. Коллажи и монотипии автора / Послесл. А. Ерёменко. М.: Гилея, 2012. — 304 с. — 500 экз.
- Неизвестные стихи. 1966—1988 / Сост. и подг. текста И. Казаковой. М.: Гилея, 2014. — 124 с.
- Незаживающий рай: проза, письма. СПб.: Jaromír Hladík Press, 2024.

## Упоминание
В книге А. В. Жукова "Вездесущее число «пи» в качестве эпиграфов ко многим главам используются строки из произведений В. Казакова.